# Longitarsus plantagomaritimus
Longitarsus plantagomaritimus är en skalbaggsart som beskrevs av Guy Dollman 1912. Longitarsus plantagomaritimus ingår i släktet Longitarsus, och familjen bladbaggar. Enligt den svenska rödlistan är arten nära hotad i Sverige. Arten förekommer i Götaland. Artens livsmiljö är havsstränder, jordbrukslandskap.